# Cerapteryx graminis
Cerapteryx graminis је врста ноћног лептира (мољца) из породице Noctuidae. 
Ова врста је уобичајена у већем делу Европе, али је нема у веома сувим јужним регионима. Најсевернија појава је Исланд, изнад арктичког круга. Такође, се јавља у Сибиру и северној Монголији. Врста је интродукована у Северну Америку. На Алпима лети до 2100 менатра надморске висине. 

## Опис и варијације
Ова врста је неуобичајена за породицу Noctuidae по томе што постоји изражен полни диморфизам. Мужјак има распон крила од 27-32мм, женка је много већа са распоном крила од 35-39мм. Предња крила су смеђа, прошарана црном бојом и обележена белом разгранатом базалном цртом која овој врсти даје уобичајено име. Задња крила су тамносмеђа са белим ресама.
Предње крило је масилнасто сиво, маслинасто-румено, или маслинасто-жуто. Средња и маргинална подручја понекад су дубље обојена. Задње крило је тамносиво, на базалној површини бледо, понедака беличасто, реса је бела. 
Често лети током дана, посебно по топлом времену, привлачи га низ цвећа. Такође, лети ноћу и привлачи га светлост. Одрасле јединке лете од јула до септембра.

## Животни циклус
Младе ларве су зеленкасте и са годинама мењају боју у сиву или браон. Имају беле линије и црне спирале. Доња страна и ноге су светло браон. Глава је сјајна браонкаста. Храни се различитим врстама трава, укључујући Deschampsia, Festuca, Nardus. Понеад је толико честа да прави штету на пашњацма. Врста презимљује као јаје.